# Risoba magna
Risoba magna är en fjärilsart som beskrevs av Louis Beethoven Prout 1922. Risoba magna ingår i släktet Risoba och familjen trågspinnare. Inga underarter finns listade.